# Economie van de Sovjet-Unie

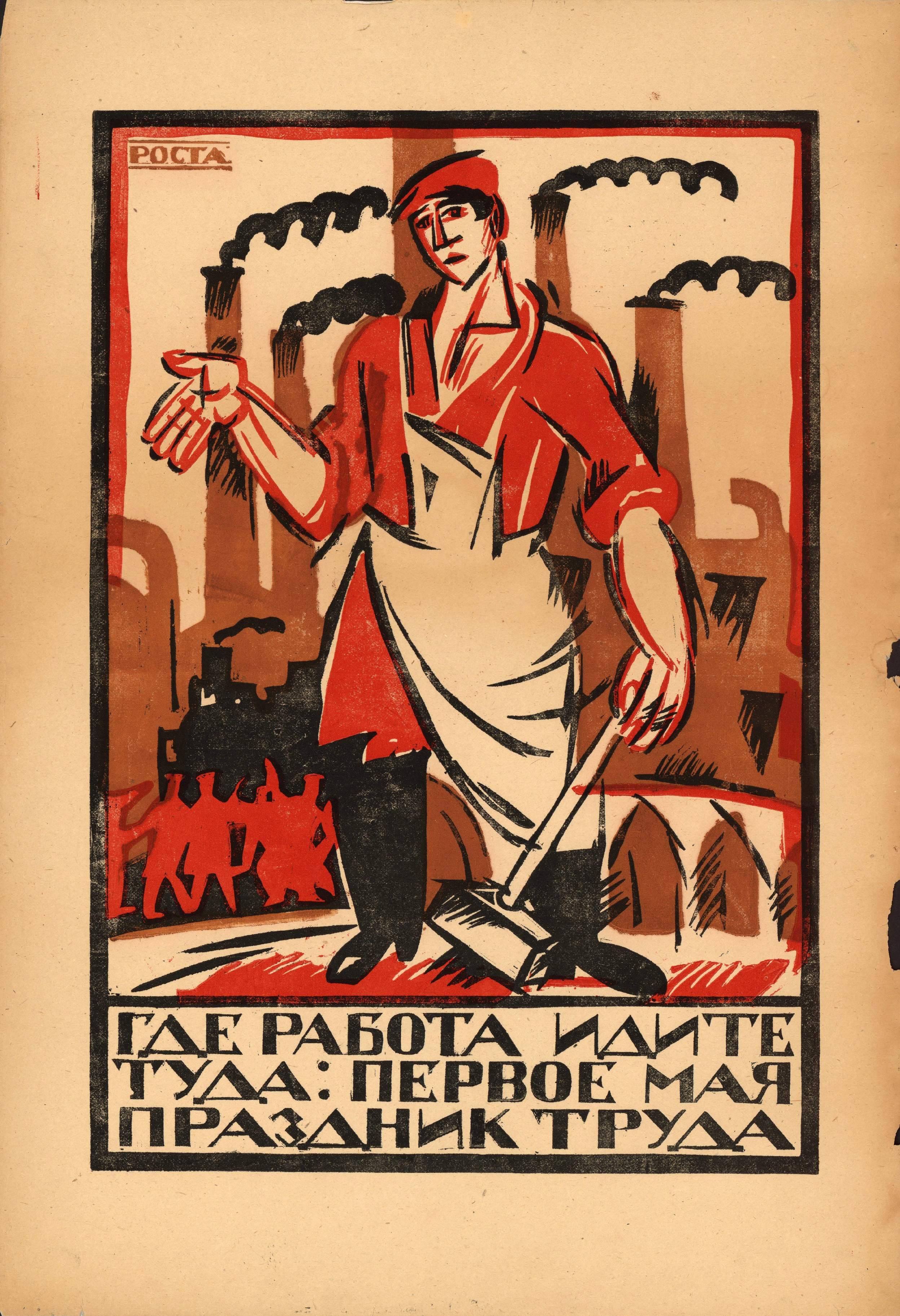
Poster ter gelegenheid van de Dag van de Arbeid

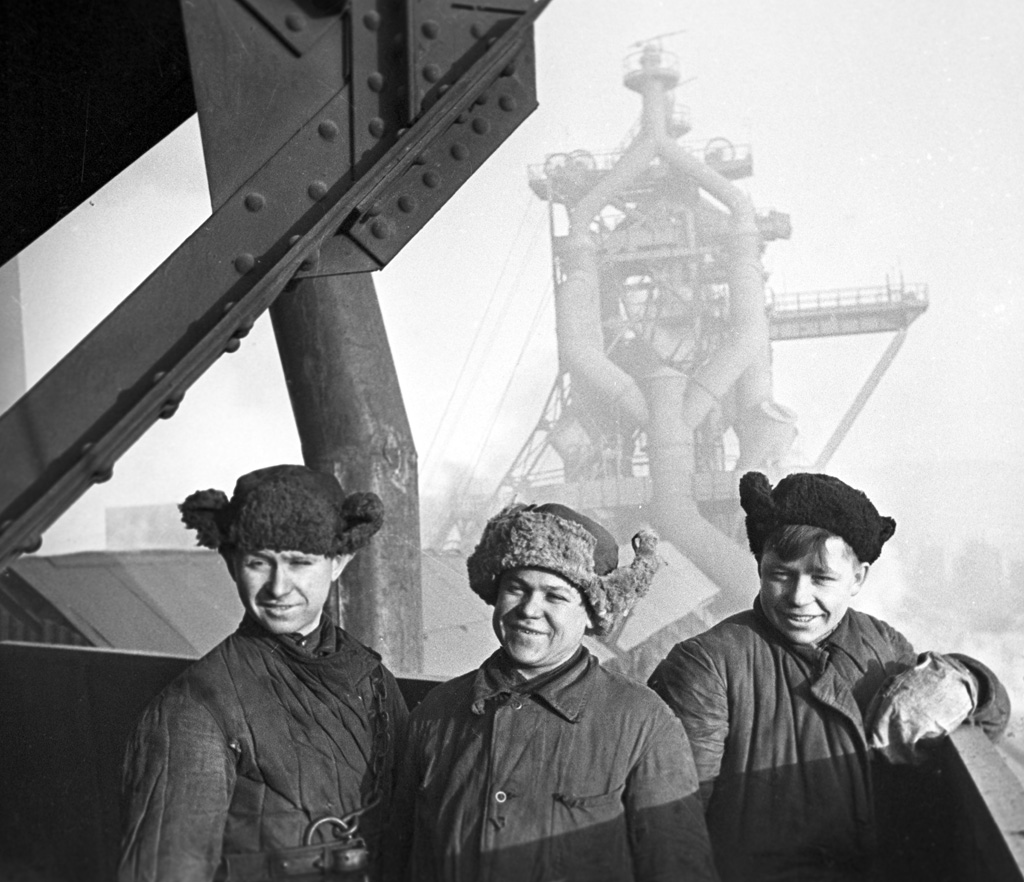
Komsomol jongeren werken aan de 6e hoogoven van het staalcomplex in Magnitogorsk (1943).

De economie van de Sovjet-Unie was een centraal geleide economie, gebaseerd op een systeem van collectieve landbouw, industriële productie en collectief eigendom van productiemiddelen. De economie werd gekenmerkt door staatscontrole over de investeringen, staatsbezit van industriële activa, macro-economische stabiliteit, verwaarloosbare werkloosheid en een hoge baanzekerheid. In de laatste dertien jaar (1973-1985) voor Perestrojka en Glasnost was er sprake van economische stagnatie. Nadat Michail Gorbatsjov aan de macht was gekomen, zette hij een proces van liberalisering in gang waardoor het land veranderde in een marktgeoriënteerde socialistische economie. Bij het uiteenvallen van de Sovjet-Unie eind 1991 erfde de Russische Federatie 66 miljard dollar aan buitenlandse schulden en nauwelijks een paar miljard dollar aan goud en internationale reserves.

## Uitgangssituatie
In de laatste decennia voor de machtsovername van de communisten had het Keizerrijk Rusland een relatief goede economische periode achter de rug mede door het stimulerende beleid van de minister van Financiën Sergej Witte. Dat neemt niet weg het economisch nog altijd de mindere was in vergelijking tot westerse landen als Duitsland, Engeland en de Verenigde Staten.
Door de Eerste Wereldoorlog en de daarop volgende Russische Burgeroorlog (1917-1922) kreeg de economie zware klappen te verduren. In 1922 lag de productie van bijvoorbeeld steenkool op 9,5 miljoen ton en dit was een derde van het niveau van 1913 (29 miljoen ton). De graanoogst was in 1922 slechts 50 miljoen ton terwijl dit in 1913 nog op 80 miljoen ton lag.
Na de machtsovername nam de Communistische Partij van de Sovjet-Unie de belangrijke economische besluiten, maar de uitvoering daarvan liep veelal spaak door de burgeroorlog. In februari 1918 werd een wet aangenomen die al het land nationaliseerde, iedere boer kreeg net zoveel land als hij zelf kon bewerken want hij mocht geen personeel hebben. De leiding van de fabrieken kwam in handen van de werknemers georganiseerd in sovjets en korte tijd later volgde de nationalisatie. De Staatsbank kwam in november 1917 in handen van de staat, de overige banken volgden in december en in februari 1918 besloot de partij buitenlandse schulden niet langer te erkennen.

## Nieuwe Economische Politiek
De uitermate slechte economische situatie leidde tot veel onvrede. Een ommekeer in het politieke denken was nodig en dit resulteerde in het Nieuwe Economische Politiek (NEP). Belangrijkste element was dat er veel meer ruimte kwam voor particulier initiatief. Het leidde tot aanmerkelijke verbeteringen, de productie steeg waardoor de schaarste sterk af nam en de binnen- en buitenlandse handel nam toe. Belangrijke sectoren bleven overigens wel in staatshanden, waaronder het bankwezen. Het boerenbedrijf bleef kleinschalig, al zag een kleine minderheid van ondernemende boeren, de latere koelakken, kans hun bezit te vergroten en personeel in dienst te nemen. De meeste boeren bewerkten het land met de hand of eenvoudige middelen en de productiviteit was laag. Omstreeks 1925 bereikte het NEP het hoogtepunt. Het beleid was niet omstreden omdat de hoge mate van particulier initiatief niet strookte met de communistische idealen.
Lenin overleed in januari 1924 en de discussie over het gevoerde economische beleid veerde op. In de top van de partij pleitte Trotski voor de militarisering van de arbeid en het integreren van de vakbonden in het staatsapparaat. Hij vond Stalin, Zinovjev en Kamenev tegenover zich, zij verdedigden de NEP. Nadat Trotski was verslagen, veranderde Zinovjev van mening, hij vond de NEP te veel in het voordeel van de koelakken. Hiermee viel hij de “rechtse vleugel” van Boecharin aan die voorstanders waren van de NEP. Stalin nam een middenpositie in al gaf hij mondjesmaat steun aan Boecharin. Pas toen de macht van Trotski, Kamenev en Zinovjev gebroken was, keerde Stalin tegen de NEP. Hij kwam met het eerste vijfjarenplan en de gedwongen collectivisatie van de landbouw.

## Vijfjarenplannen

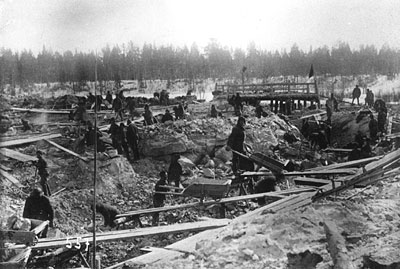
Gevangen graven met de hand en nauwelijks hulpmiddelen het Witte Zeekanaal.

Vanaf 1928 werd het volledige verloop van de economie bepaald door een aaneenschakeling van vijfjarenplannen. De focus lag op de ontwikkeling van de zware industrie. De landbouwsector was zeer gefragmenteerd, nauwelijks gemechaniseerd en de productie was laag. De boeren werden gedwongen efficiënter te werken in grote boerderijen, kolchozen, en de introductie van machine- en tractorstations (MTS) maakte mechanisering mogelijk. Boeren werden zo vrijgemaakt en konden gaan werken in de bouw en industrie.
| Jaar | Bevolking (x miljoen) | Fabrieks-arbeiders | Individuele boeren | Boeren in collectieven | Managers, ambtenaren e.d. | Bourgoisie, landeigenaren e.d. |
| ---- | --------------------- | ------------------ | ------------------ | ---------------------- | ------------------------- | ------------------------------ |
| 1913 | 140,4                 | 14,6%              | 66,7%              |                        | 2,4%                      | 16,3%                          |
| 1924 | 147,0                 | 10,4%              | 75,4%              | 1,3%                   | 4,4%                      | 8,5%                           |
| 1928 |                       | 12,4%              | 74,9%              | 2,9%                   | 5,2%                      | 4,6%                           |
| 1939 | 170,5                 | 33,7%              | 2,6%               | 47,2%                  | 16,5%                     |                                |
| 1959 | 208,8                 | 50,2%              | 0,3%               | 31,4%                  | 18,1%                     |                                |
| 1970 | 241,7                 | 57,4%              |                    | 20,5%                  | 22,1%                     |                                |
| 1979 | 262,4                 | 60,0%              |                    | 14,9%                  | 25,1%                     |                                |

In de plannen van Stalin was de landbouw de sector waaraan geld, voedsel en mankracht werd onttrokken voor de ontwikkeling van de industrie. De inzet van miljoenen misdadigers en politieke gevangenen in straf- en werkkampen werd ook niet geschuwd. In 1935 gaf Stalin opdracht om een nieuwe grondwet te schrijven. Het eerste vijfjarenplan was succesvol afgesloten en de collectivisatie van het boerenbezit was afgerond. Met de overwinning van het socialisme was er, aldus Stalin, "niemand meer om te vechten" en kon de dictatuur van het proletariaat worden versoepeld. Op 5 december 1936 trad de nieuwe grondwet in werking. De Tweede Wereldoorlog leidde in een groot verlies aan mensenlevens en grote economische schade, maar tegen 1950 had de Sovjet-Unie zich ontwikkeld van een agrarische maatschappij tot een industriële grootmacht.
| Product                      | 1913 | 1922 | 1927 | 1940  | 1950  | 1960   | 1970   | 1980    |
| ---------------------------- | ---- | ---- | ---- | ----- | ----- | ------ | ------ | ------- |
| Steenkool                    | 29,0 | 9,5  | 35,4 | 166,0 | 261,1 | 510    | 624    | 716     |
| IJzererts                    |      |      | 5,7  |       |       | 153,4  |        |         |
| Staal                        | 4,2  | 4,3  | 4,3  | 18,3  | 27,3  | 65,3   | 116    | 148     |
| Elektriciteit (×miljard kWh) | 1945 | 775  | 5000 | 48300 | 91200 | 292000 | 916000 | 1294000 |
| Aardolie                     |      |      | 11,6 | 31,1  | 37,9  | 510    | 353    | 603     |
| Aardgas (×miljarden m³)      |      |      | 0,3  | 3,4   | 6,2   | 144,7  |        |         |
| Motorvoertuigen (×1000)      |      |      | 0,8  | 145,4 | 362,9 | 524    | 916    | 2199    |
| Tractoren (×1000)            |      |      | 1,3  | 31,6  | 116,7 | 239    | 459    | 555     |
| Graan                        | 80,1 | 50,3 | 75,3 | 95,6  | 81,2  | 126    | 186,8  | 189,1   |
| melk                         |      | 24,5 |      | 33,6  |       | 61,7   | 83,0   | 90,9    |

Door deze prestatie – door de Nationale Veiligheidsraad van de Verenigde Staten omschreven als een “bewezen vermogen om achtergebleven landen snel door de crisis van modernisering en industrialisering te loodsen” – voelden intellectuelen in ontwikkelingslanden in Azië zich aangetrokken tot het communisme. De imposante groeicijfers gedurende de eerste drie vijfjarenplannen (1928-1940) vielen des te meer op, omdat deze periode vrijwel gelijk liep met de Grote Depressie. Desondanks was het land, vanwege de armoedige basis waarop de vijfjarenplannen voortbouwden, nog steeds arm bij het begin van Operatie Barbarossa. Keerzijde van de stalinistische economische ontwikkeling, die zorgde voor economische groei en industrialisatie, was een geschat aantal doden van 10 miljoen, waaronder voornamelijk slachtoffers van hongersnood.

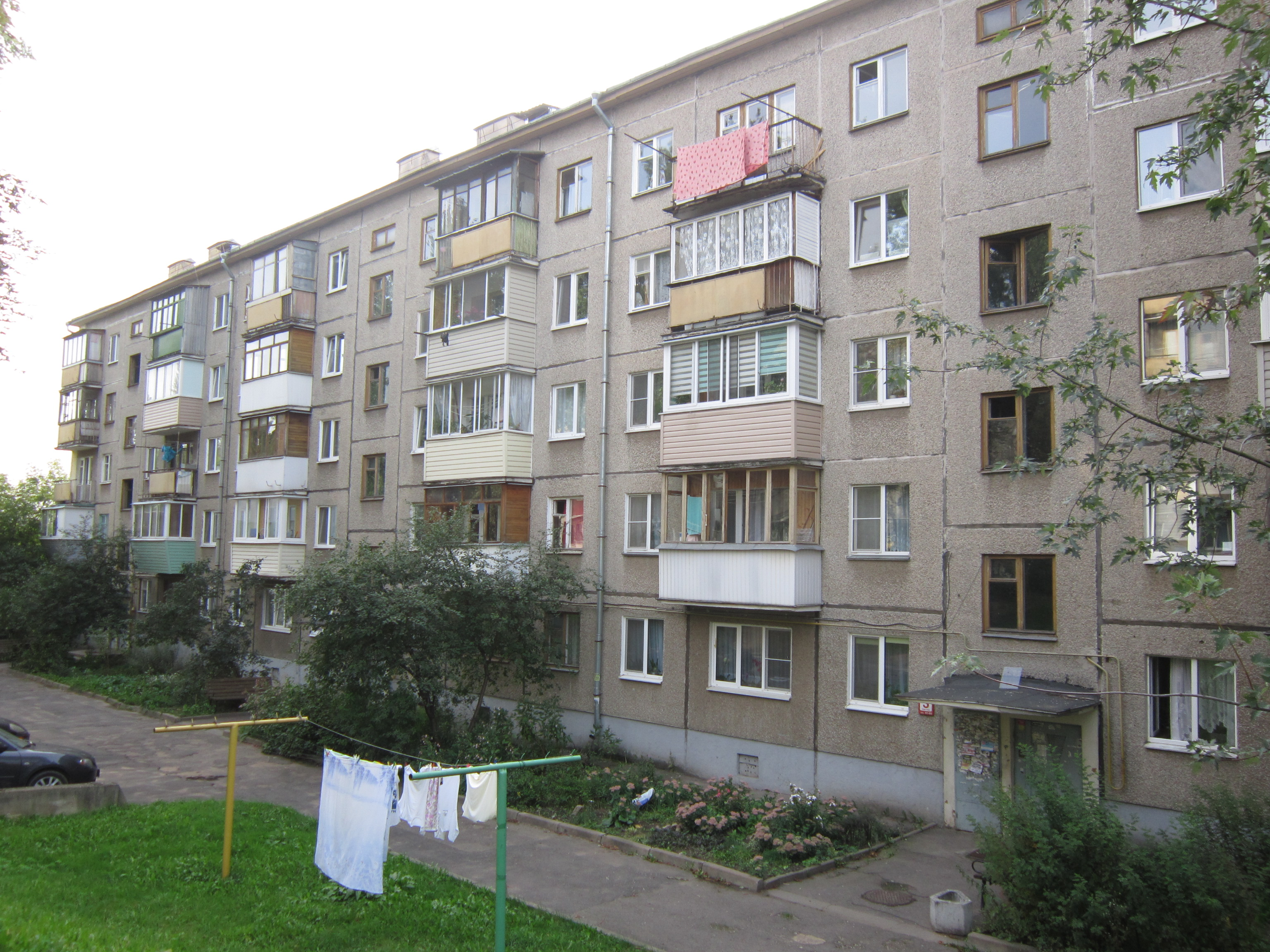
Chroesjtsjovka huizenblok in 2018.

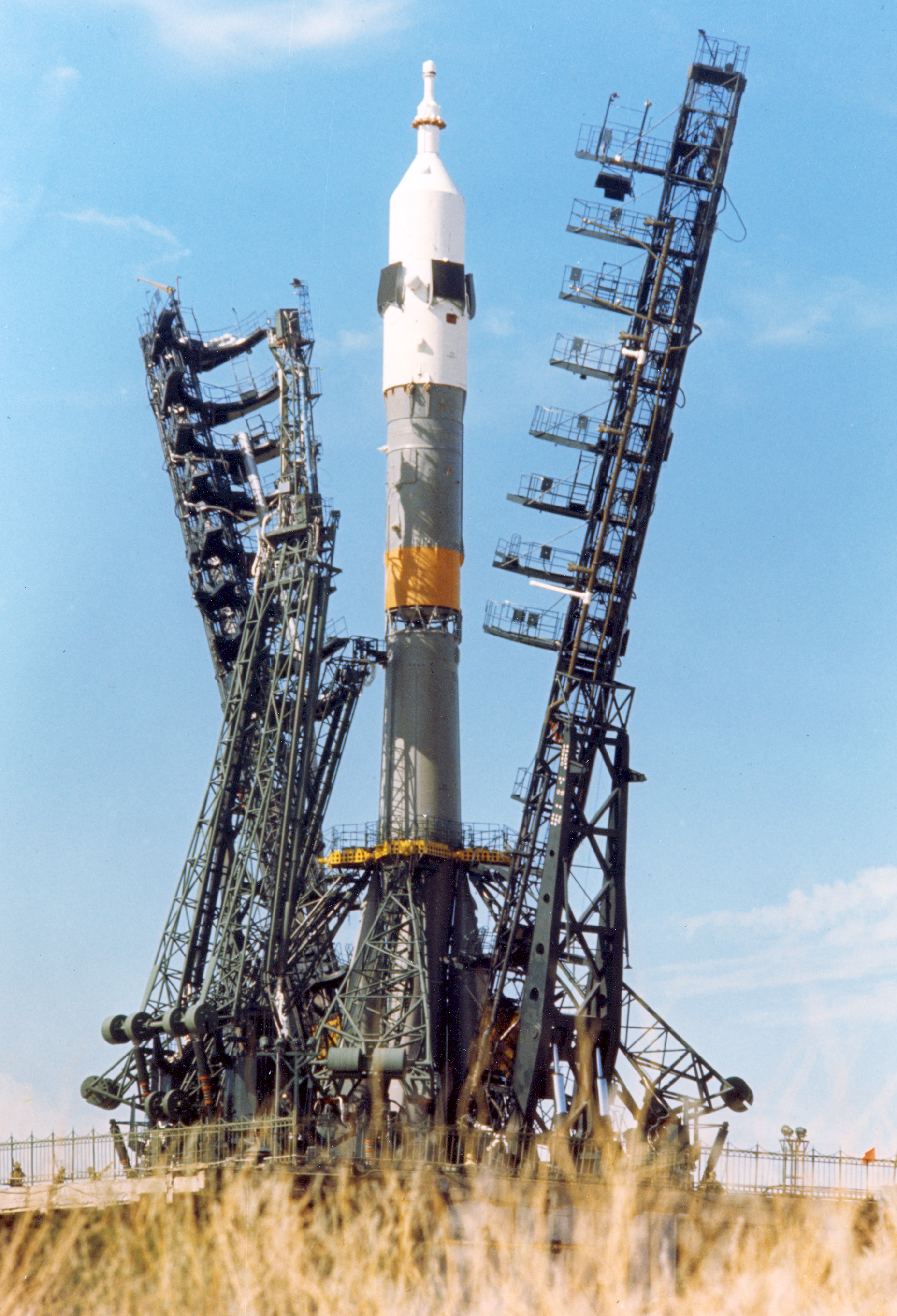
Sojoez raket op het Kosmodroom Bajkonoer in 1975.

De productietoename van de industrie was indrukwekkend, maar de landbouw bleef de zwakke schakel mede door de moeilijke klimatologische omstandigheden en de matig vruchtbare grond. Onder Nikita Chroesjtsjov nam de aandacht voor de sector toe, de prijzen voor landbouwproducten stegen, het inkomen van de boer ging vooruit en hij initieerde de Maagdelijke-grondencampagne. De productie van consumentengoederen, en met name de huizenbouw, kreeg veel meer prioriteit. Onder Stalin ging alles om de zware industrie en daarbinnen pasten geen hoge investeringen voor niet-productieve doeleinden als bijvoorbeeld woningen. Leonid Brezjnev ging een stap verder, de landbouwsector kreeg er nog meer geld en hij zorgde voor de bouw van de gigantische fabriek voor personenwagens in Toljatti. De ontsluiting van de enorme olie- en gasvoorraden van West-Siberië ging door, maar onder zijn bewind werd ook het Rode Leger versterkt en het ruimtevaartprogramma uitgebreid. Grote onderliggende economische problemen, zoals de matige arbeidsdiscipline en lage productiviteit, werden niet aangepakt. Dit alles drukte zwaar op de economie.
De complexe eisen van de moderne economie en het inflexibele bestuur speelden de centrale planmakers parten. Corruptie en gerommel met gegevens kwam veelvuldig voor onder de bureaucraten die doelen en quota afdeden als zijnde gehaald, en daarmee dus de crisis verergerden. Tussen het Stalintijdperk en het vroege Brezjnev tijdperk groeide de Sovjeteconomie veel langzamer dan de Japanse, maar iets sneller dan de Amerikaanse economie. In 1950 bedroeg het bruto binnenlands product (bbp, in prijzen van 1990) van de Sovjet-Unie 510 (100%), dat van Japan 161 (100%) en dat van de Verenigde Staten 1.456 (100%) miljard Amerikaanse dollar. In 1965 waren de corresponderende waardes respectievelijk 1.011 (198%), 587 (365%) en 2.607 (179%). De Sovjet-Unie handhaafde zijn positie als tweede grootste economie ter wereld (zowel nominaal als gecorrigeerd naar koopkracht) gedurende de Koude Oorlog tot aan 1988, toen de Japanse economie een nominale waarde had van meer dan drie biljoen Amerikaanse dollar.
In 1990 waren de consumentenuitgaven goed voor iets minder dan 60% van het totale bbp van het land, terwijl de industriële en agrarische sectoren in 1991 respectievelijk 22% en 20% bijdroegen aan de economie. De dienstensector was van marginaal belang in de Sovjet-Unie, waar de meerderheid van de arbeidskrachten in de industriële sector werkte. De beroepsbevolking bestond uit 152,3 miljoen mensen. De industrie stoelde onder andere op de productie van petroleum, staal, motorvoertuigen, chemicaliën, elektronica en hout, alsmede op de ruimtevaartindustrie, telecommunicatie, voedselverwerking, de mijnbouw en de defensie-industrie.

## Planeconomie
De economie werd geleid door Gosplan (de Staatsplanningscommissie), Gosbank (de Staatsbank) en Gossnab (de Staatscommissie voor materieel-technische Voorziening). Vanaf 1928 werd de economie aangestuurd op basis van vijfjarenplannen, en heel even op basis van zevenjarenplannen. Voor iedere onderneming bepaalden planningsministeries (zogenaamde "kapitaalhouders" of fondoderzhateli) de inzet van productiefactoren (bijvoorbeeld arbeid en ruwe materialen), het tijdsschema, alle groothandelsprijzen en vrijwel alle verkoopprijzen. Het planningsproces was gericht op materiaalbalansen waarbij economische input in evenwicht moest zijn met geplande economische output.
Na 1928 was de industrie lang gefocust op de productie van kapitaalgoederen door metallurgie, machineproductie en de chemische industrie. In Sovjettermen stonden kapitaalgoederen bekend als groep A goederen, of productiemiddelen. Deze nadruk was gebaseerd op de opvatting dat er een noodzaak bestond voor een snelle industrialisatie en modernisering van de Sovjet-Unie. Na de dood van Stalin in 1953, lag de nadruk iets meer op consumentengoederen (groep B goederen) dankzij inspanningen van Malenkov. Toen Chroesjtsjov echter zijn machtsbasis verstevigde door Malenkov te ontslaan, was een van de aantijgingen tegen Malenkov dat hij "theoretisch incorrecte en politiek schadelijke oppositie tegen het ontwikkelingstempo van de zware industrie ten faveure van het ontwikkelingstempo van de lichte en de voedselindustrie" toestond. Daarom lag de prioriteit sinds 1955 weer bij kapitaalgoederen, wat naar voren kwam in de besluiten van het 20ste Congres van de Communistische Partij in 1956.
De meeste informatie kwam in de Sovjeteconomie van bovenaf. Er waren meerdere mogelijkheden voor producenten en consumenten om ideeën en informatie aan te dragen die zouden kunnen helpen bij het opstellen van de economische plannen, maar het politieke klimaat zorgde ervoor dat maar weinig mensen ooit negatieve kritiek op de plannen uitte. De Sovjetplanners ontvingen dus maar weinig betrouwbare feedback om het succes van hun strategieën te bepalen. Dit betekende dat economische planning vaak was gebaseerd op foutieve of verouderde informatie, vooral in de sectoren met een groot aantal consumenten. Dit leidde tot onderproductie van bepaalde goederen, wat zorgde voor tekorten, terwijl er aan andere producten juist weer overschotten waren. Managers op de werkvloer rapporteerden zulke problemen vaak niet aan hun leidinggevenden, maar steunden in plaats daarvan op elkaar. Sommige fabrieken ontwikkelden om het economische plan heen een systeem van ruilhandel en wisselden ruwe materialen en halffabricaten uit zonder dat de autoriteiten daarvan op de hoogte waren.
De focus van de Sovjeteconomie lag altijd op de zware industrie, zelfs in de laatste jaren. Het feit dat het speciale aandacht kreeg van de planmakers en dat industriële productie relatief makkelijk te plannen was (ook met geringe feedback), zorgden voor een significante groei in de sector. De Sovjet-Unie werd een van de leidende industrielanden in de wereld. Industriële productie was disproportioneel hoog in de Sovjet-Unie vergeleken met westerse economieën. De productie van consumentengoederen was daarentegen disproportioneel laag. Economische planmakers deden weinig moeite om de wensen van consumenten vast te stellen, waardoor er een groot tekort was aan veel consumentengoederen. Als deze consumentengoederen op de markt kwamen, stonden consumenten geregeld in lange rijen om deze te kopen. Er ontstond een zwarte markt voor goederen die bijzonder gewild waren, maar slechts beperkt werden geproduceerd, zoals sigaretten.

## Buitenlandse handel
Vanaf het begin van de communistische machtsovername was de buitenlandse handel minimaal mede door het streven naar autarkie. In de jaren dertig was sprake van enige internationale handel, er werd met name machines geïmporteerd om de ontwikkeling van de Sovjet-industrie een impuls te geven. Na de Tweede Wereldoorlog voerde de Sovjet-Unie, inclusief de Oost-Europese landen in de invloedssfeer, een beleid van economisch isolement versus de Westerse Wereld. Dit beleid was deels ingegeven op ideologische overwegingen, maar ook economische sancties die in het westen waren ingesteld door het politieke beleid in Oost-Europa en Berlijn.
In de jaren zeventig was er sprake van enige detente en zag de partijleiding de noodzaak om hoogwaardige technologie in te voeren om zo de economie van de Sovjet-Unie aan te zwengelen. De misoogsten maakte het ook noodzakelijk om graan in te voeren. Door de vondst en exploitatie van grote olie- en aardgasvelden nam de uitvoer van energie een grote vlucht. Het saldo op de handelsbalans fluctueerde fors van jaar op jaar door enerzijds goede of slechte oogsten en de ontwikkeling van de olieprijs op de wereldmarkt. Op beide factoren had de staat weinig invloed.
| Jaar | Export goederen totaal | waarvan Machinerie | idem Energie | Import goederen totaal | waarvan Machinerie | idem Consumenten-goederen |
| 1960 | 5.558                  | 1.141              | 902          | 5.623                  | 1.673              | 1.573                     |
| 1965 | 8.166                  | 1.634              | 1.403        | 8.050                  | 2.690              | 2.656                     |
| 1970 | 12.787                 | 2.753              | 1.986        | 11.720                 | 4.166              | 3.789                     |
| 1975 | 33.407                 | 6.241              | 10.473       | 37.070                 | 12.574             | 12.720                    |
| 1980 | 76.437                 | 12.081             | 35.874       | 68.473                 | 23.198             | 23.334                    |

In 1980 was de Sovjet-Unie een supermacht en de op een na grootste economie ter wereld. De export bestond echter uit veel grondstoffen en industriële basisproducten en had daarmee alle kenmerken van een ontwikkelingsland. Op het gebied van hoogwaardige technologie, met uitzondering van militair materieel, had het land weinig te bieden op de wereldmarkten. In 1980 ging 54% van de export naar andere communistische landen, met name in Europa, en 46% naar de niet-communistische landen. Om de importen te kunnen betalen nam het land kredieten op bij westerse banken en de internationale schulden liepen op van 1,8 miljard dollar in 1971 naar US$ 19 miljard per jaareinde 1980.

## Naslagwerken
- (en)  Nove, Alec An Economic History of the U.S.S.R., Penquin Press, London (1969) ISBN 713900695
- (en)  Hosking, Geoffrey A History of the Soviet Union, Fontana Press (1985) ISBN 0006860001